# 거트루드 메리 콕스
거트루드 메리 콕스(영어: Gertrude Mary Cox, 1900년 1월 13일~1978년 10월 17일)는 미국의 통계학자이자 노스캐롤라이나 주립 대학교 실험통계학과의 창립자였다. 나중에 노스캐롤라이나 통합대학교 통계연구소와 노스캐롤라이나 주립대학교 통계연구부 소장으로 임명되었다. 그녀의 가장 중요하고 영향력 있는 연구는 실험설계법을 다루었다. 1950년에 그녀는 W. G. 코치란과 함께 주제를 다룬 실험 디자인(Experimental Designs)이라는 책을 출판했는데, 이 책은 이후 수년 동안 통계학자들을 위한 실험 설계에 대한 주요 참고 작품이 되었다. 1949년 콕스는 국제통계연구소 회원으로 선출된 최초의 여성이 되었고, 1956년에는 미국통계협회 회장이 되었다.